# 香取車站

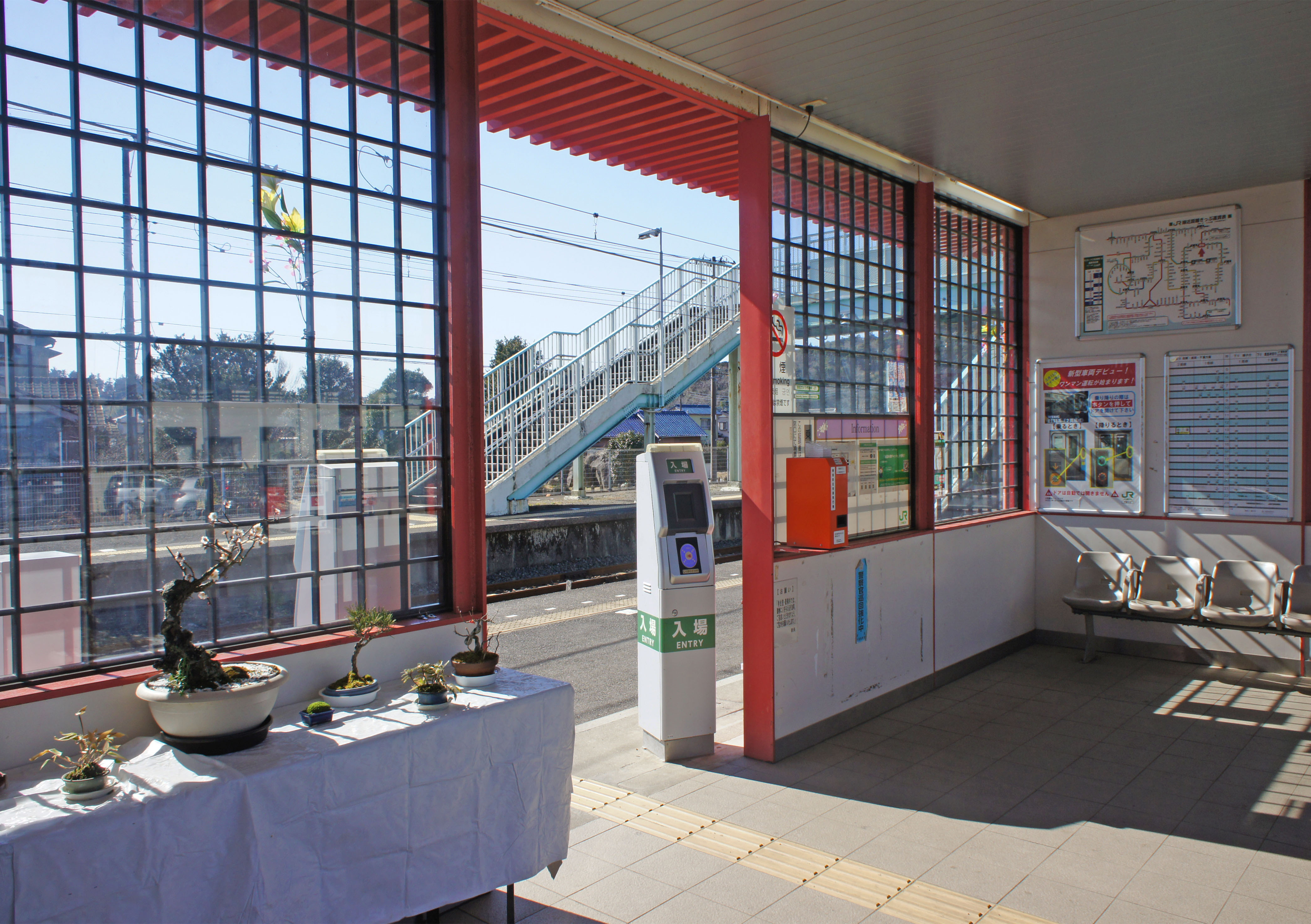
驗票口（2022年2月）

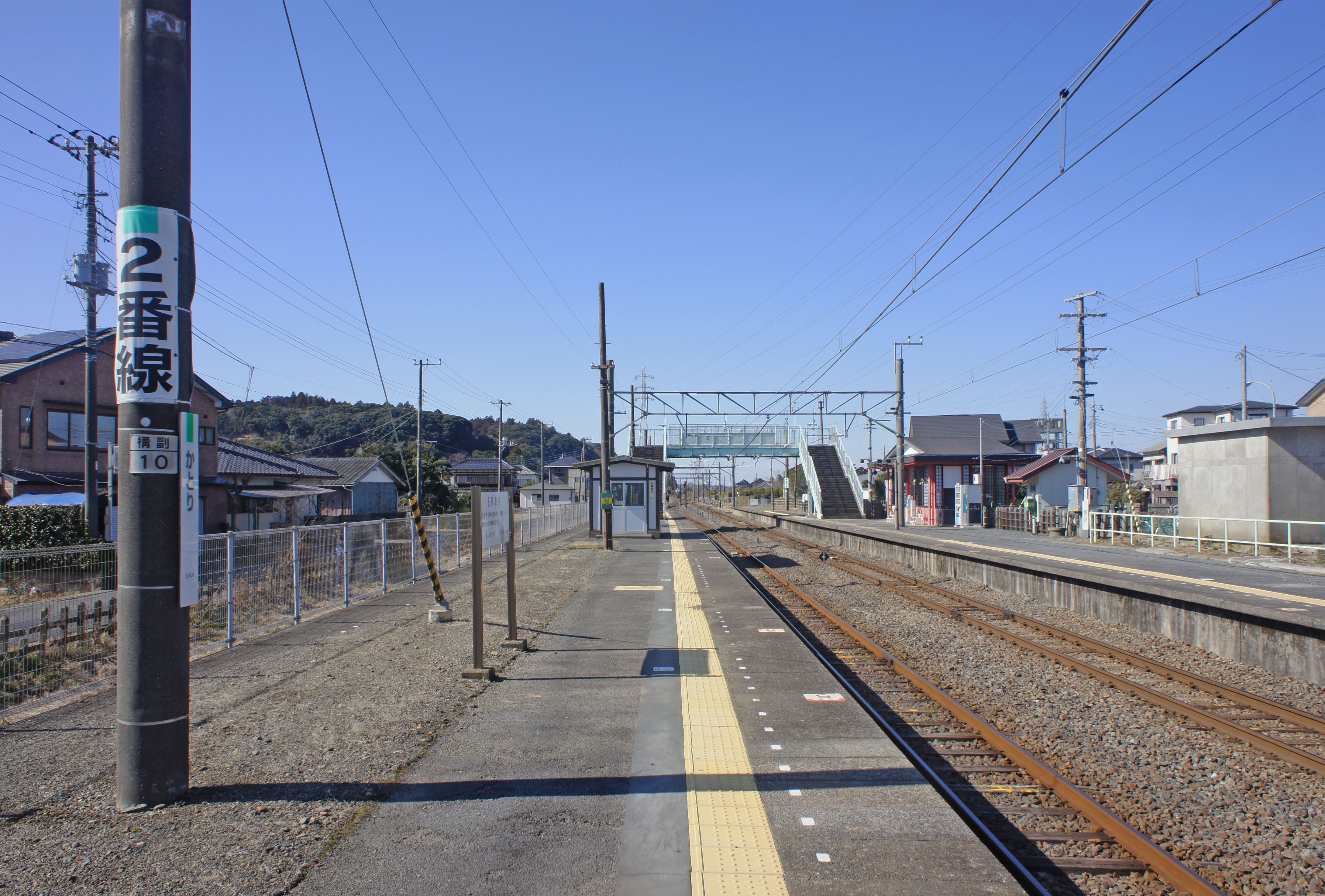
月台（2022年2月）

香取車站（日语：／ Katori eki */?）是由東日本旅客鐵道（JR東日本）所經營的鐵路車站，位於日本千葉縣香取市津宮。本站是JR東日本旗下的成田線與鹿島線兩條鐵路線的交會車站，但在路線劃屬上是成田線的一部份。雖然本站是鹿島線名義上的起點站，但所有行駛於該線上的普通列車實際上都是與成田線直通，由鄰站佐原發車並沿成田線行駛至本站後，再切換進入鹿島線。在管理上，香取是JR東日本千葉支社管轄範圍下的車站之一。

## 車站構造
本站為設有相對式月台一對、共兩條乘車線的地面車站，建在土堤上的兩月台間是以跨線天橋連結。在過去離站房較遠、位於南側的2號線月台更南側還有一條3號線存在，但目前該線已經改為供列車暫停的側線用途，不再提供上下乘客服務。本站在2007年改建之前是以貨運用篷車改裝而成的第二代站房，暫時取代當時已經傾圮的木造一代站房，而目前的第三代站房則是一間以香取神宮的造型為靈感的輕鋼構斜頂建築。
成田線與鹿島線實際上的分歧點位在香取車站東方約500公尺處，其中鹿島線朝北轉彎之後橫跨過利根川繼續北行，而成田線則是往東南側沿著利根川南岸續行。

### 月台配置
站舍（北）側設有1號月台。
| 月台 | 路線                    | 方向 | 目的地               | 備註           |
| ---- | ----------------------- | ---- | -------------------- | -------------- |
| 1    | ■成田線 （包括■鹿島線） | 上行 | 佐原、成田、千葉方向 |                |
| 1    | ■成田線                 | 下行 | 小見川、銚子方向     |                |
| 1    | ■鹿島線                 | 下行 | 潮來、鹿島神宮方向   |                |
| 2    | ■成田線 （包括■鹿島線） | 上行 | 佐原、成田、千葉方向 | 只限不同時間時 |

（來源：JR東日本:車站構內圖 （页面存档备份，存于））

## 使用情況
2006年（平成18年）度1日平均上車人次為232人。
根據千葉縣統計年鑑，近年1日平均上車人次推移如下表。
| 年度               | 1日平均 上車人次 | 來源     |
| ------------------ | ---------------- | -------- |
| 1990年（平成02年） | 289              | [ * 1 ]  |
| 1991年（平成03年） | 395              | [ * 2 ]  |
| 1992年（平成04年） | 323              | [ * 3 ]  |
| 1993年（平成05年） | 312              | [ * 4 ]  |
| 1994年（平成06年） | 323              | [ * 5 ]  |
| 1995年（平成07年） | 339              | [ * 6 ]  |
| 1996年（平成08年） | 349              | [ * 7 ]  |
| 1997年（平成09年） | 334              | [ * 8 ]  |
| 1998年（平成10年） | 297              | [ * 9 ]  |
| 1999年（平成11年） | 294              | [ * 10 ] |
| 2000年（平成12年） | 372              | [ * 11 ] |
| 2001年（平成13年） | 311              | [ * 12 ] |
| 2002年（平成14年） | 349              | [ * 13 ] |
| 2003年（平成15年） | 293              | [ * 14 ] |
| 2004年（平成16年） | 298              | [ * 15 ] |
| 2005年（平成17年） | 251              | [ * 16 ] |
| 2006年（平成18年） | 232              | [ * 17 ] |

## 車站周邊
香取車站位在利根川南岸的一個農村聚落中央，車站周圍住宅與田地交雜，並零星散佈著如學校、小型工廠等功能性的建築。又名「利根水鄉線」的日本國道356號橫過車站北側約200公尺處，該國道沿線聚集了商店與郵局等主要設施。
雖然香取車站是距離香取市內知名神社——香取神宮——最近的車站，但是二者之間仍然有大約半小時左右的步行距離且除了新年期間外，幾乎沒有公共運輸工具可由車站前往神宮。至香取神宮的主要公共運輸大都還是由臨站、位在香取市佐原（舊佐原市）市中心的佐原車站發車。
鄰近主要設施：
- 香取市立津宮小學校
- 香取市立香取中學校
- 津宮郵局
- 桝原稻荷神社
- 香取神宮

## 相鄰車站
東日本旅客鐵道
■成田線
佐原－香取－水鄉
■鹿島線（佐原站－此站之間為成田線）
佐原－香取－十二橋

### 使用情況
1. ↑  千葉県統計年鑑 （页面存档备份，存于） - 千葉県
2. ↑  香取市統計書 （页面存档备份，存于） - 香取市

千葉縣統計年鑑
1. ↑  .   [2020-05-17]. （原始内容存档于2020-01-08）. （页面存档备份，存于）
2. ↑  .   [2020-05-17]. （原始内容存档于2020-01-08）. （页面存档备份，存于）
3. ↑  .   [2020-05-17]. （原始内容存档于2020-01-08）. （页面存档备份，存于）
4. ↑  .   [2020-05-17]. （原始内容存档于2020-01-08）. （页面存档备份，存于）
5. ↑  .   [2020-05-17]. （原始内容存档于2020-01-08）. （页面存档备份，存于）
6. ↑  .   [2020-05-17]. （原始内容存档于2020-01-08）. （页面存档备份，存于）
7. ↑  .   [2020-05-17]. （原始内容存档于2020-01-08）. （页面存档备份，存于）
8. ↑  .   [2020-05-17]. （原始内容存档于2020-01-08）. （页面存档备份，存于）
9. ↑  .   [2020-05-17]. （原始内容存档于2020-01-08）. （页面存档备份，存于）
10. ↑  .   [2020-05-17]. （原始内容存档于2017-09-30）. （页面存档备份，存于）
11. ↑  .   [2020-05-17]. （原始内容存档于2017-09-30）. （页面存档备份，存于）
12. ↑  .   [2020-05-17]. （原始内容存档于2017-09-30）. （页面存档备份，存于）
13. ↑  .   [2020-05-17]. （原始内容存档于2017-09-30）. （页面存档备份，存于）
14. ↑  .   [2020-05-17]. （原始内容存档于2017-09-30）. （页面存档备份，存于）
15. ↑  .   [2020-05-17]. （原始内容存档于2017-09-30）. （页面存档备份，存于）
16. ↑  .   [2020-05-17]. （原始内容存档于2020-01-08）. （页面存档备份，存于）
17. ↑  .   [2020-05-17]. （原始内容存档于2020-01-08）. （页面存档备份，存于）

## 外部連結
- 車站資訊（香取）：東日本旅客鐵道

35°53′52.8″N 140°31′55.1″E / 35.898000°N 140.531972°E